# Société musicale indépendante
De Société musicale indépendante (SMI; Onafhankelijk muziekgezelschap) is een Franse organisatie voor klassieke muziek, die in 1909 werd opgericht in Parijs door onder anderen Gabriel Fauré, Maurice Ravel, Charles Koechlin en Florent Schmitt ter bevordering van de hedendaagse muziek.
Het gezelschap werd opgericht als tegenwicht tegen de Société nationale de musique, die zich inspande om de Franse muziek te beschermen tegen buitenlandse invloeden, met name van de muziek uit Duitsland. Het nationalisme werd aangewakkerd door de Frans-Duitse Oorlog in 1870-71. Sommige componisten stoorden zich aan de dictatoriale sfeer van dit gezelschap. Sommige werken van Maurice Ravel waren niet welkom, en de muziek van onder anderen Charles Koechlin, Maurice Delage en Ralph Vaughan Williams werd geweigerd.
Maurice Ravel verliet vervolgens de Société nationale en werd een van de oprichters van de nieuwe SMI, met als doel het steunen van alle hedendaagse muziek, zonder opgelegde vorm, genre of stijl.

## Leden
De medeoprichter en eerste voorzitter van de SMI was Gabriel Fauré. In het bestuur zaten:
- Louis Aubert
- Bela Bartók
- Nadia Boulanger
- Manuel De Falla
- Arthur Honegger
- Jacques Ibert
- Charles Koechlin
- Maurice Ravel
- Jean Roger-Ducasse
- Albert Roussel
- Florent Schmitt
- Arnold Schoenberg
- Igor Stravinsky